# Gheorghe Nețoiu
Gheorghe (Gigi) Nețoiu (n. 1 august 1959, Poiana Mare, județul Dolj) este un om de afaceri și politician din România, fost acționar al echipelor de fotbal Rocar București, FC Dinamo București și FC Universitatea Craiova, și deputat de Dolj între 2012 și 2014, ales din partea PP-DD.

## Afaceri
Gheorghe Nețoiu a câștigat bani din afaceri în domeniul turismului, și în anii 1990 a devenit patron al echipei AFC Rocar București. În 2000, el a renunțat la Rocar și a devenit acționar la FC Universitatea Craiova. Antipatizat de suporterii echipei, el s-a despărțit de Universitatea Craiova în 2005, preluând, în contul investițiilor făcute, drepturile asupra contractelor mai multor jucători (între care Adnan Guso, Mihăiță Pleșan și Cosmin Moți). În schimbul co-proprietății asupra acestor contracte, el a devenit apoi acționar al clubului FC Dinamo București, după ce, în timpul prezenței sale la Craiova, și alți jucători plecaseră către Dinamo. Averea lui era estimată la acea vreme la 15 milioane de dolari. În 2006, după ce jucătorii aduși de el la Dinamo au plecat la alte echipe, Nețoiu a părăsit acționariatul echipei.
Ulterior, presa a relevat anumite neconformități între sumele de transfer anunțate de cluburi din străinătate care au achiziționat fotbaliști din România și cele raportate de cluburile românești care i-au vândut. Autoritățile au început în 2007 să ancheteze aceste transferuri în ceea ce a devenit cunoscut sub numele de Dosarul Transferurilor, iar Nețoiu a devenit suspect în urma transferului fotbalistului Dan Alexa la echipa Beijing Guoan din China în anul 2004, când clubul Dinamo a raportat încasări de 330.000 dolari, în vreme ce clubul chinez plătise 730.000 de dolari. 

## Cariera politică
Din 1994 până în 2008 a fost membru PSD, timp în care a ocupat funcția de vicepresedinte al PSD Ilfov (2003-2008). Propus pentru excludere, a demisionat singur din PSD în 2008. În 2010, s-a înscris în Uniunea Națională pentru Progresul României (UNPR), al cărui vicepreședinte a fost pe o perioada de 2 ani. La 15 octombrie 2012, el s-a înscris în Partidul Poporului-Dan Diaconescu (PP-DD). La alegerile parlamentare din 2012, a obținut un mandat de deputat, în circumscripția electorală Dolj, pe colegiul uninominal 1, candidând pe listele PP-DD. La 21 iulie 2013, Nețoiu a demisionat din PP-DD și s-a înscris din nou în UNPR.

## Condamnare penală
Pe 12 noiembrie 2012, Nețoiu a fost condamnat de Curtea de Apel București la trei ani de închisoare și doi ani de interzicere a unor drepturi, pentru înșelăciune, decizie cu suspendare pentru o perioadă probatorie de cinci ani; S-a introdus recurs, iar instanța supremă a decis trimiterea dosarului spre rejudecare la Curtea de Apel București. În cele din urmă, în 2014, dosarul, în cadrul căruia a fost descoperit și dovedit un prejudiciu total de 1,5 milioane de dolari bugetului statului și de 10 milioane de dolari mai multor cluburi din România, s-a încheiat cu constatarea că Nețoiu se face vinovat de evaziune fiscală, înșelăciune și spălare de bani. El a fost condamnat la 3 ani și 4 luni de încarcerare. A fost eliberat condiționat în decembrie 2015.